# ナーホト
ナーホト （チェコ語: Náchod [ˈnaːxot]、ドイツ語: Nachod）は、チェコ、フラデツ・クラーロヴェー州の都市。人口およそ2万人、地域経済の中心であり観光地としても著名である。城郭を構える中心部の歴史的地区は、都市遺産保護の法規（英語版）のもと、よく保全されている。

## 行政区分
市内の行政は町村単位で管轄され、バビ、ベロベス、ブラジェツ、ドブロショフ、ジズビツェ、リピ、マレ・ポシーチ、パブリショフ、スタレ・ミェスト・ナド・メトゥイエの区域がある。

## 地理

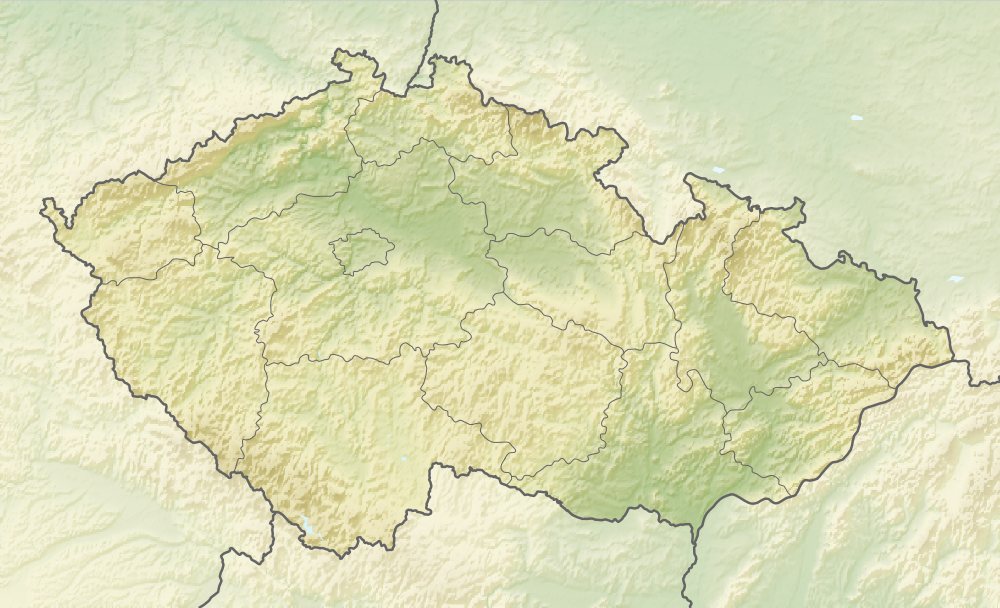
チェコの地形図

ボヘミア東部、メトゥイエ川（エルベ川支流）に面し、ポーランド国境地帯に位置する。南西のフラデツ・クラーロヴェー（ケーニヒグレーツ）との距離はおよそ31 km。山がちでオルリツェ山脈（英語版）の北端に位置する。最高点のマリノヴァの丘は標高およそ637 m。

E67道路が市内を通過する。域内北西部の低湿地に養魚場が2箇所あり、それぞれポルボルニー（ウィキデータ） とオトカリシュテ（Odkaliště）と称する。

## 歴史
ナーホトの名が最初に記されたのは、プラハのコスマス（en）がラテン語で書いた年代記『Chronica Boëmorum』においてである。文中、ポーランドへの玄関口と記されていた。プラハからポーランドへの古い通商路にあったため、国境地帯を守る目的で1250年代に戦略的要所として城が築かれた。ナーホトの町が築かれたのも同時代とされる。
15世紀のナーホト市民は、市場を開く特権の他に図書館、橋を渡ってくる物資に課税する権利を持っていた。交易の町として栄え、16世紀半ばには文化が花開いた。しかし1570年と1663年に発生した大火で町の大半が荒廃した。
白山の戦いで敗退した冬王フリードリヒは、ナーホトを通過して落ち延びた。現在、市内のカメニツェ通りには王の乗馬が残した足跡を路面に表現してある。三十年戦争でナーホトはさらに人口を減らした。
普墺戦争中の1866年6月27日、ナーホトの戦いが起こり、プロイセン軍が勝利した。
経済は織物産業で19世紀に復興したものの、1930年代の大不況、第二次世界大戦でさらに疲弊した。

## 交通
主な道路はチェコとポーランドを結ぶ「ナーホト – クドヴァ＝ズドルイ」線（Náchod – Kudowa Słone）で、国境監視所がある。E67の一部をなすI33道路はナーホトとフラデツ・クラーロヴェーを結び国境横断道路に交わる。2番目の地域幹線道路はI14道路といい、トルトノフ – ウースチー・ナド・オルリツィー間の交通量が特に多い。
鉄道網は2線がナーホトを経由する。市内の駅と停車場は3ヵ所、ナーホト駅（Náchod ）、ナーホト・ザスタファ駅（Náchod zastávka ）、ナーホド・ビロベス駅（Náchod-Běloves ）がある。
1. ブロウモフ（英語版） – スタルコチ（英語版）。
2. チネステ・ナド・オルリシ（Týniště nad Orlicí – Teplice nad Metují）。

## 見どころ

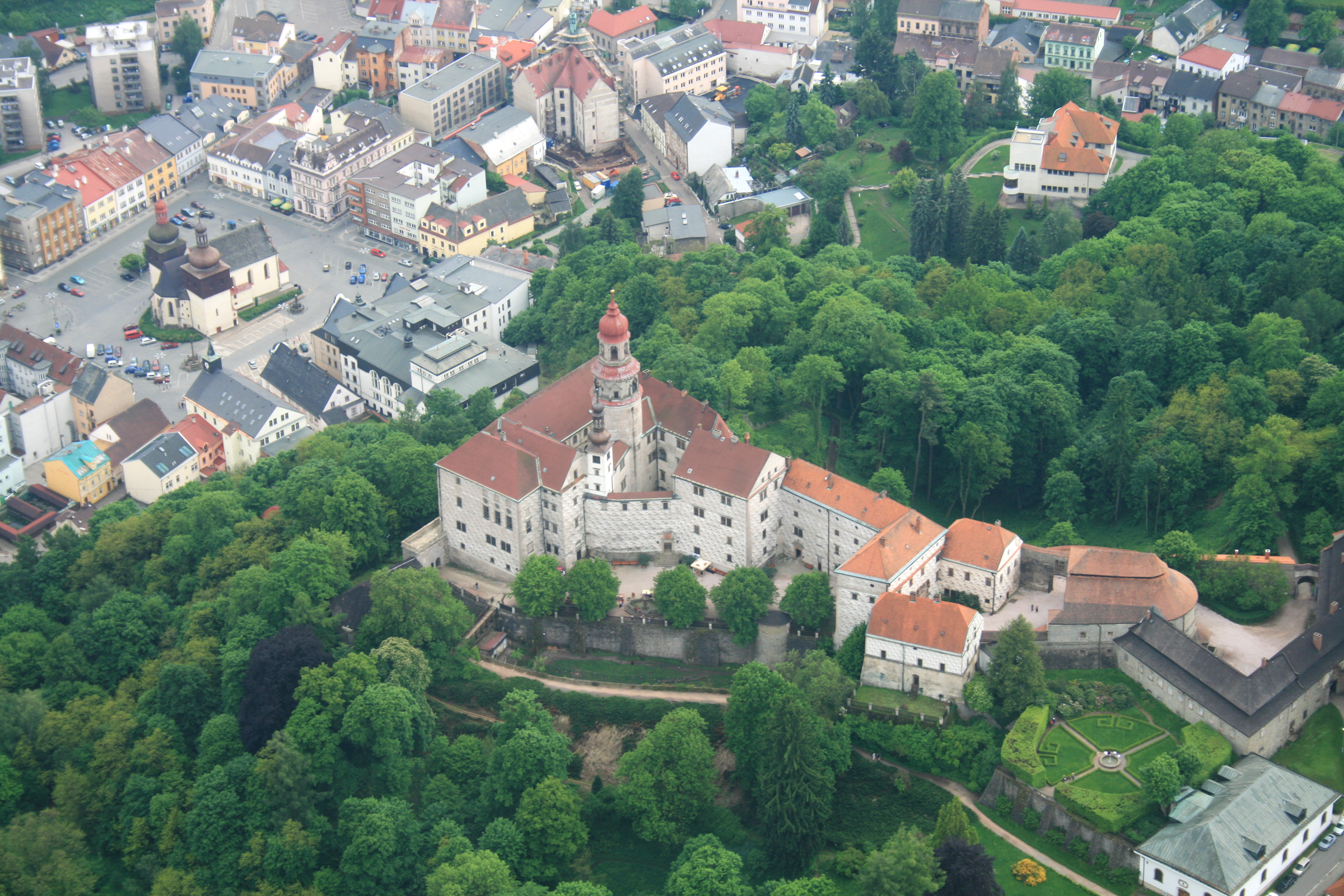
ナーホト城（空撮）

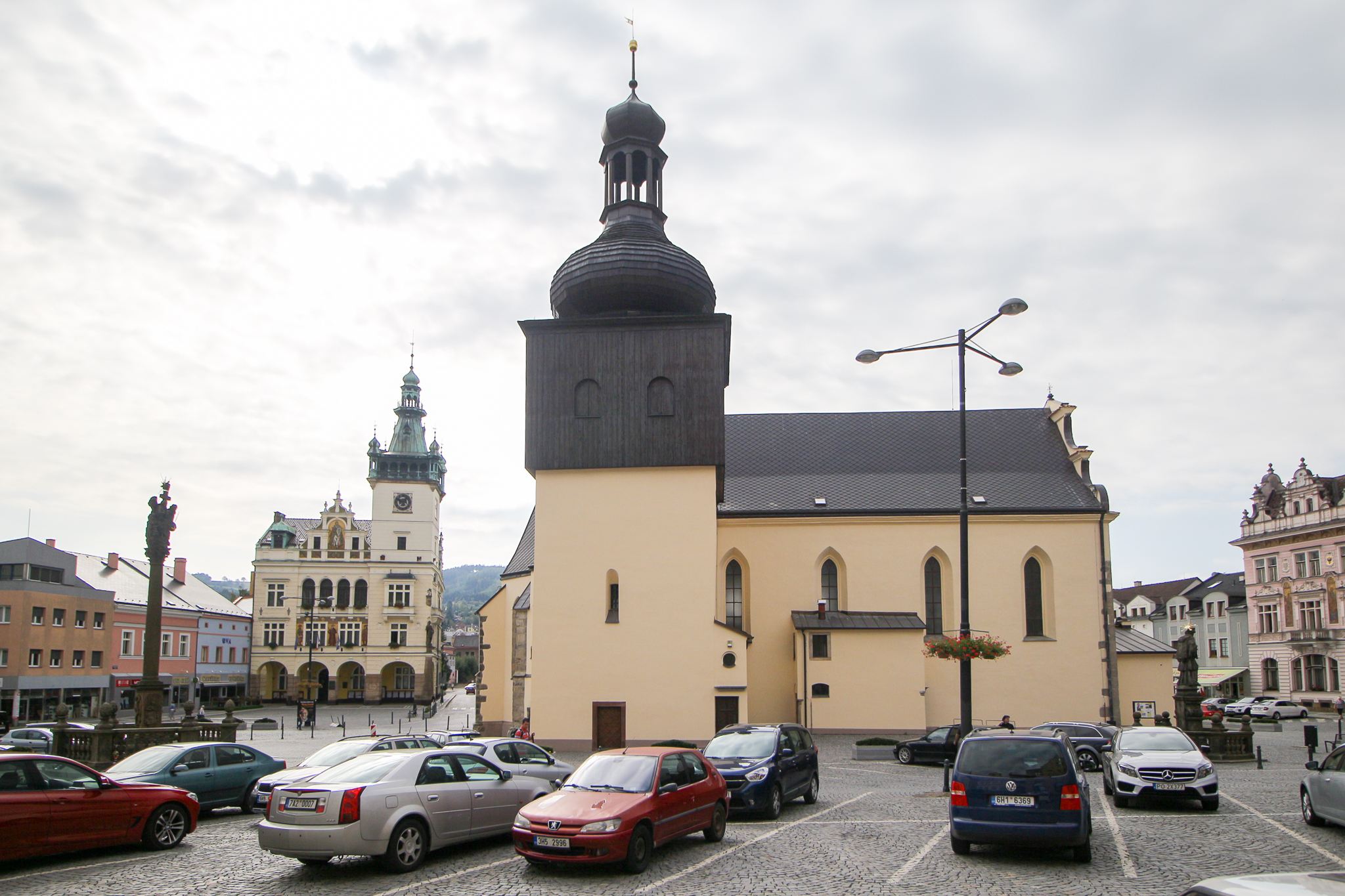
聖ロレンツォ教会と新市庁舎（左奥）

### ナーホト城

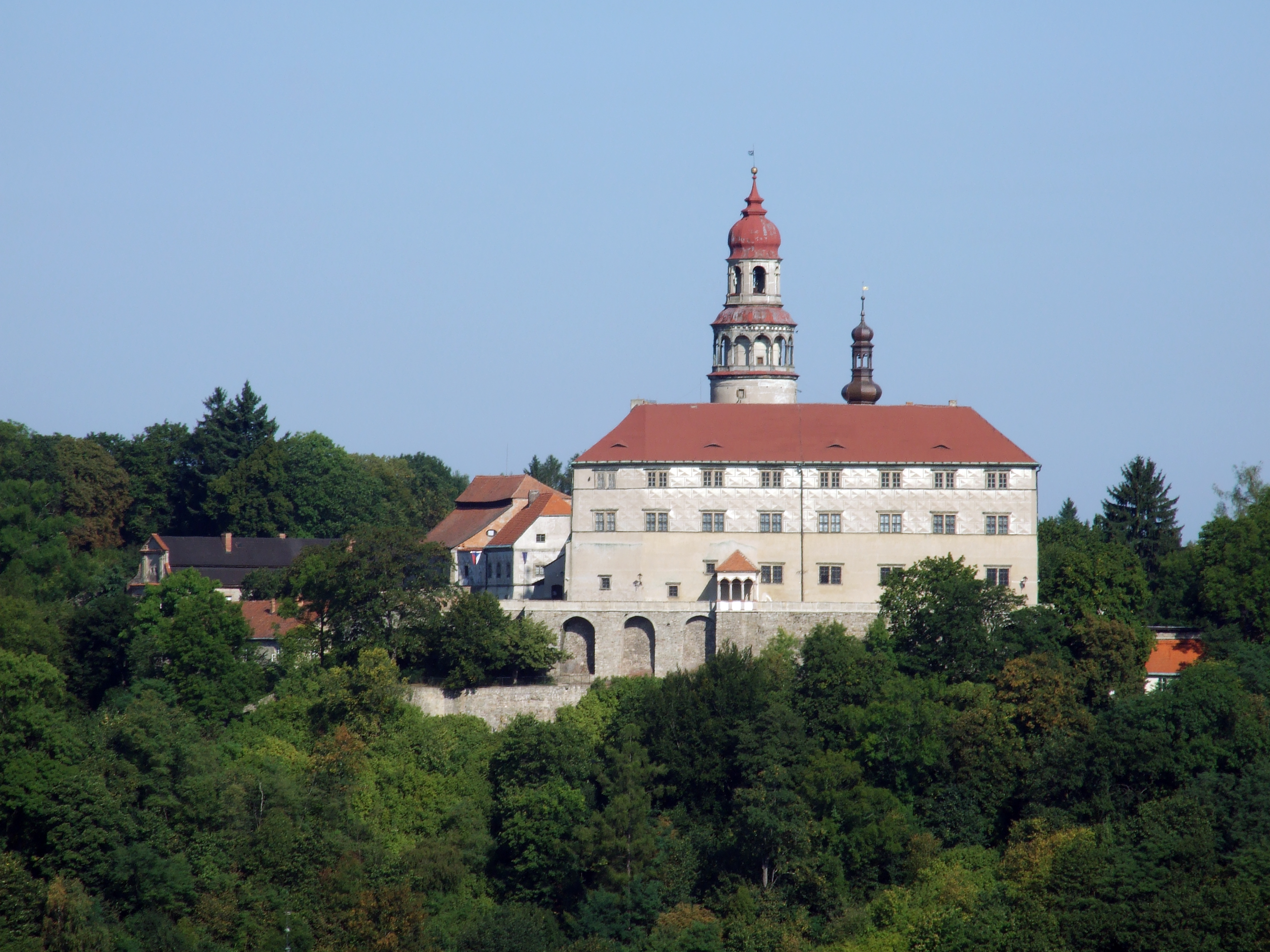
ナーホト城

円形の塔と邸宅部からなるナーホト城は、13世紀に地元出身のフロン家が築いた。1544年に城を購入したジクムント・スミルツキがルネサンス様式に改修した。1632年から、城主である神聖ローマ帝国の将軍オッターヴィオ・ピッコロミーニ（1599年-1656年）が城をバロック様式に改造した。
1639年にスウェーデン軍によって破壊されたり、18世紀の嵐で損傷したが、そのつど修繕が行われた。18世紀末まで、ナーホト城は週4度は演劇や音楽会が催される文化の中心であり続けた。
1800年に父ペーター・フォン・ビロンから城を相続したのがザーガン女公ヴィルヘルミーネ（1781年–1839年）である。その死後、ザーガン女公を継いだパウリーネは、城をナーホト領主オクタヴィオ・フォン・リッペ＝ビーステルフェルト家へ売却した。
この城は町の主要なランドマークである。1945年、城はチェコスロバキアの国有となった。現在、内部は一般に公開されており、展示品にはタペストリーなどオッタヴィオ・ピッコロミニ公時代の収集品、勲章や貨幣の収蔵品を含む。その他の見どころはゴシック様式の地下室や展望塔、堀でクマを飼育し、国内最大のクマの展示場を設けた。

### 教会の建物
町の中心部にある聖ロレンツォ教会は、歴史地区のマサリコヴォ広場の中央を見下ろす。記録には1350年に初めて現れ、1570年から1578年にかけて再建された。
バロック様式の聖ミカエル大天使教会は1709年から1716年にかけて建造された。
Staré Město nad Metujíにあるゴシック様式の聖ヨハネ洗礼者教会は13世紀に建ち、16世紀と17世紀、18世紀に再建された。1791年以降は墓地教会としてのみ機能する。

## 出身者
生まれ年の順
- ヤン・レッツェル（1880年–1925年） 建築家
- ヤン・ロス（英語版）（1899年–1972年） 映画監督
- ヴァーツラフ・チェルニー（英語版）（1905年–1987年） 文学研究者、作家
- ヨゼフ・ティーファ（英語版（1913年–2007年） 活字設計士
- ルバ・スコジェポバ英語版（1923年–2016年） 俳優
- ヨゼフ・シュクヴォレツキ（英語版）（1924年–2012年） 作家[8]
- ペトル・シュクラバーネク（英語版）（1940年–1994年） 内科医[9]
- ヨセフ・トショフスキー（1950年–） 経済学者、元首相
- ヴァーツラフ・コタル（英語版）（1952年–） 作家選手、監督
- リボル・ミハレク（ウィキデータ）（1968年–） 経済学者、政治家
- ヴラティスラフ・ロクヴェンツ（1973年–） サッカー選手
- パベル・ビエロブラデック（ウィキデータ）（1976年–） 政治家
- マルティン・シュテパーネク（ウィキデータ）（1977年–） フリーダイバー
- ペテル・シュワルツ（ウィキデータ）（1991年–） サッカー選手

## 姉妹都市
ナーホトは以下の自治体と姉妹都市協定を結んでいる。
- バウスカ市（英語版）、ラトビア
- クドヴァ＝ズドルイ（英語版）、ポーランド
- ハルバーシュタット、ドイツ
- クウォツコ（英語版）、ポーランド
- パルティザンスケ（英語版）、スロヴァキア
- ペルソン（英語版）、フランス
- ティアチウ（英語版）、ウクライナ
- ウォリントン、イギリス

## ギャラリー

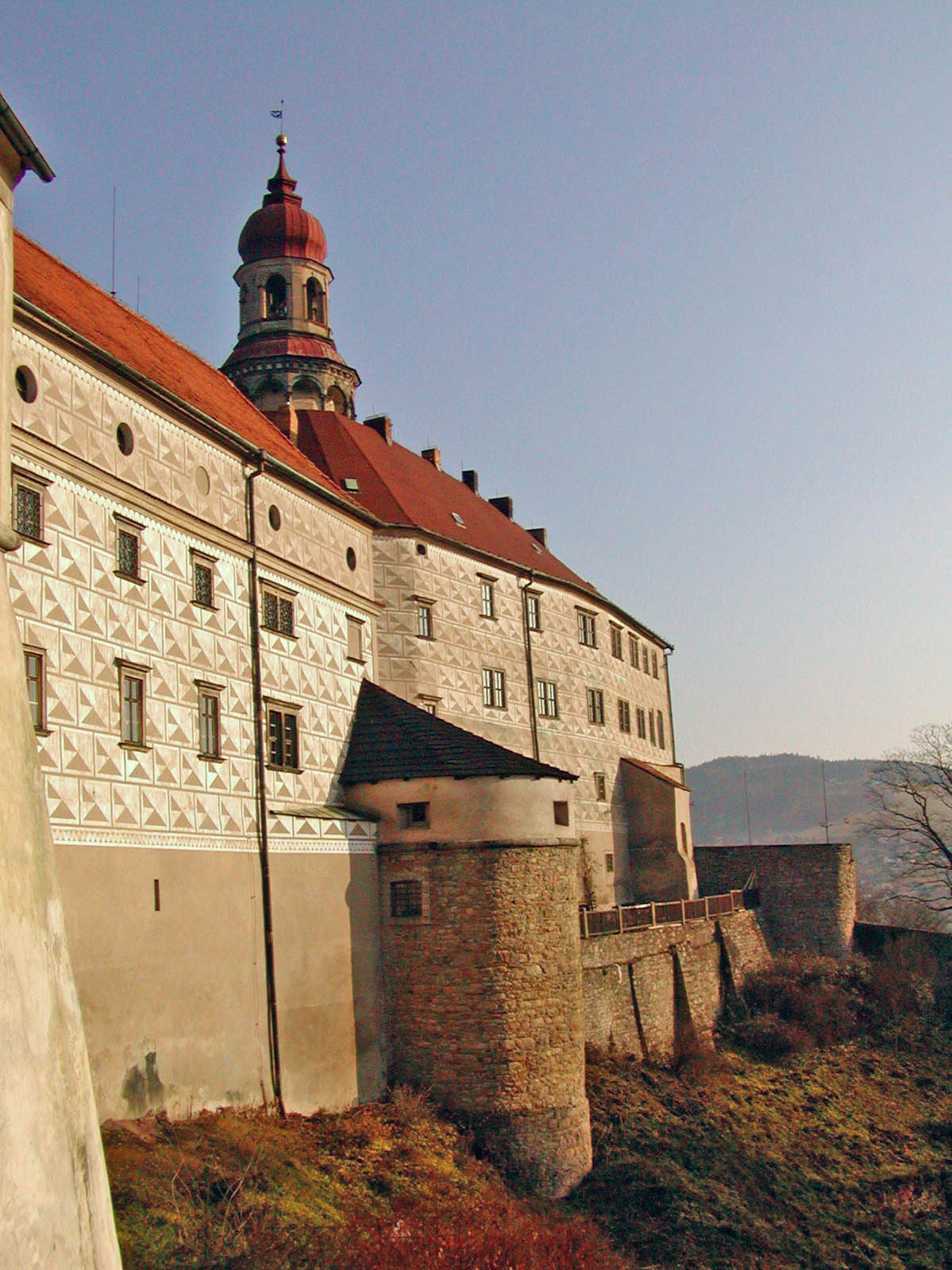
ナーホト城（近景）
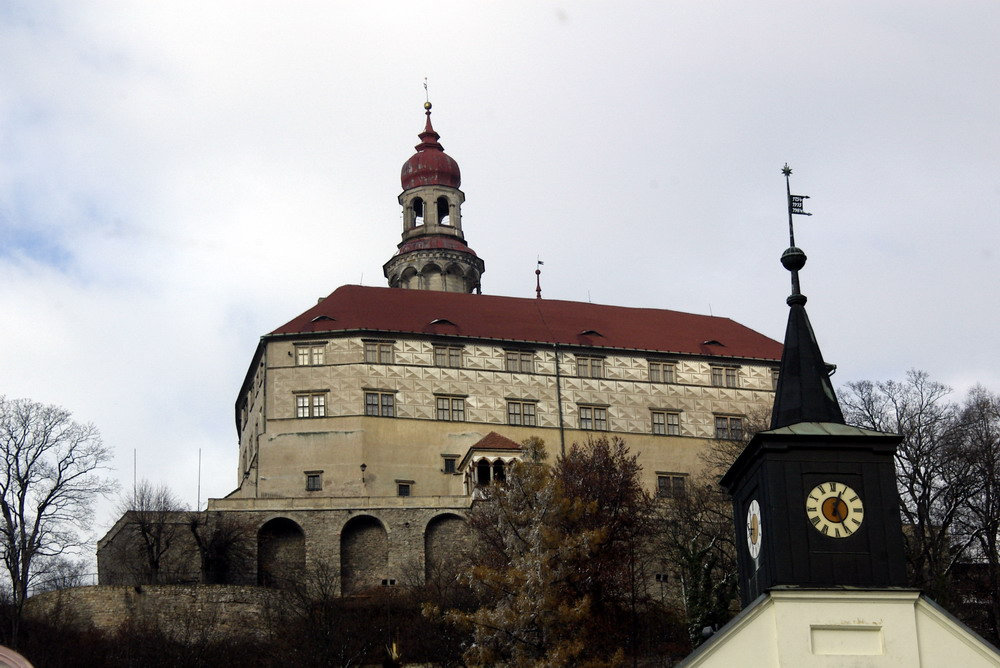
ナーホト城（遠景）
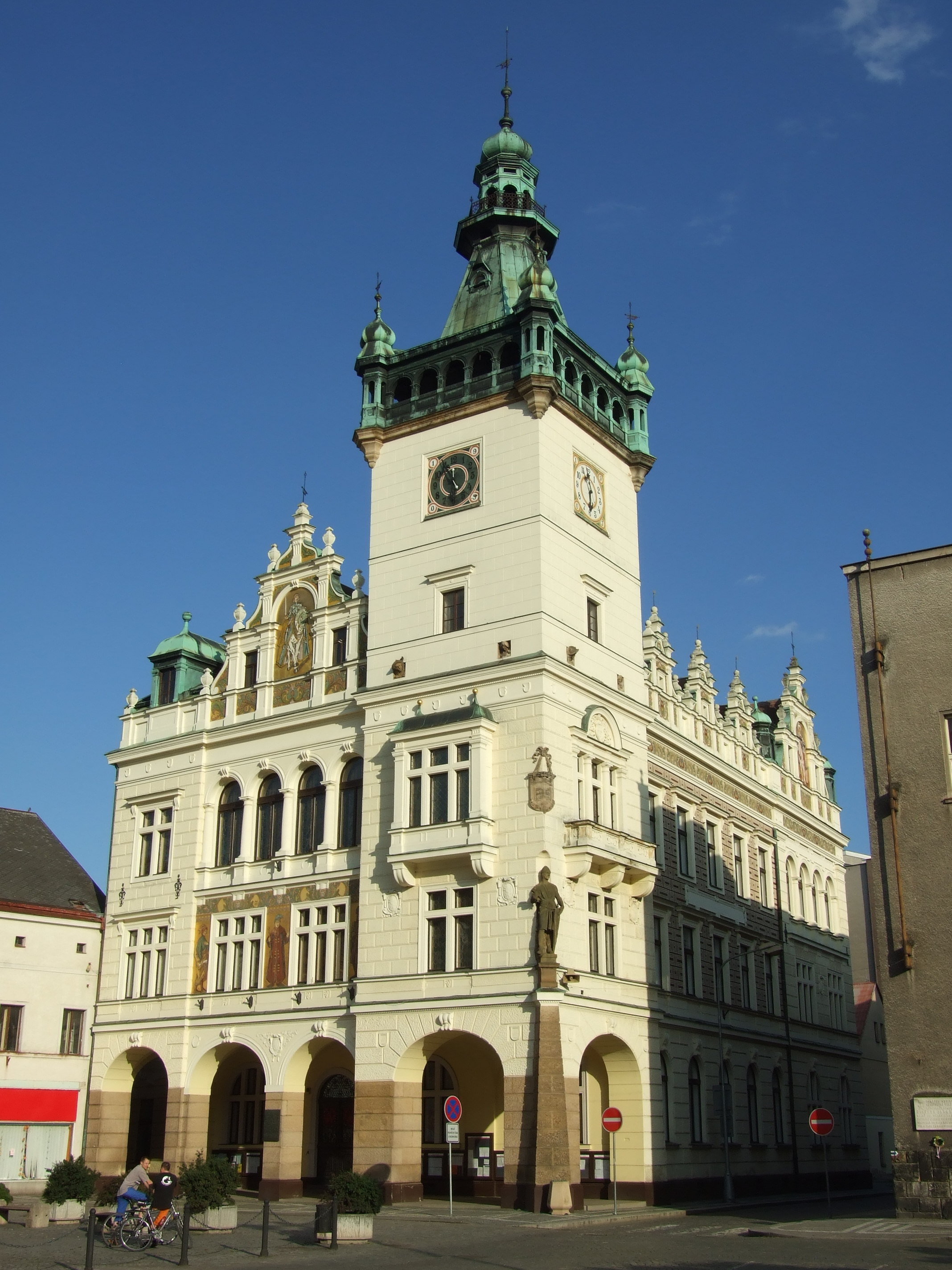
新市庁舎
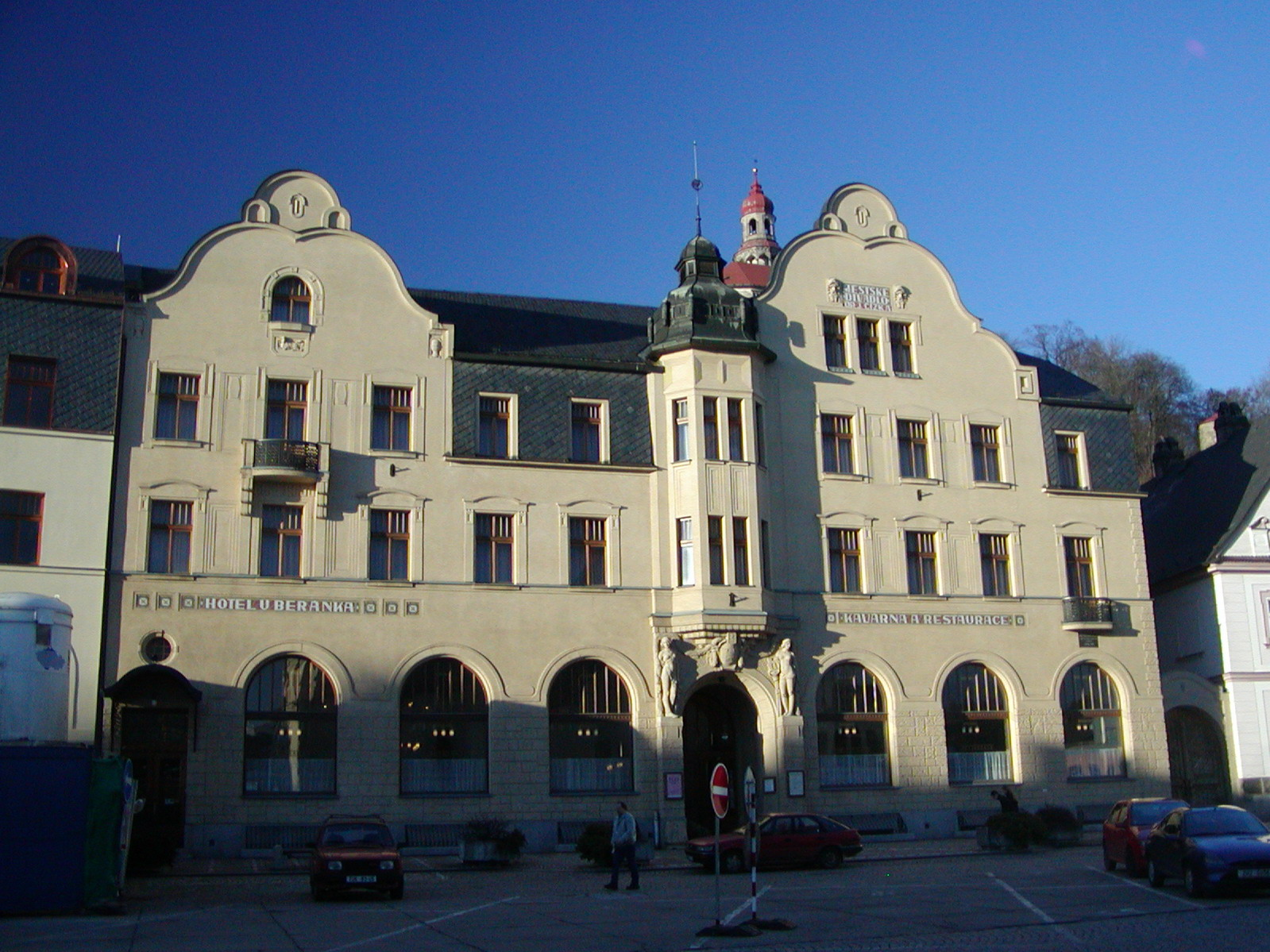
ウベランカ・ホテル、劇場
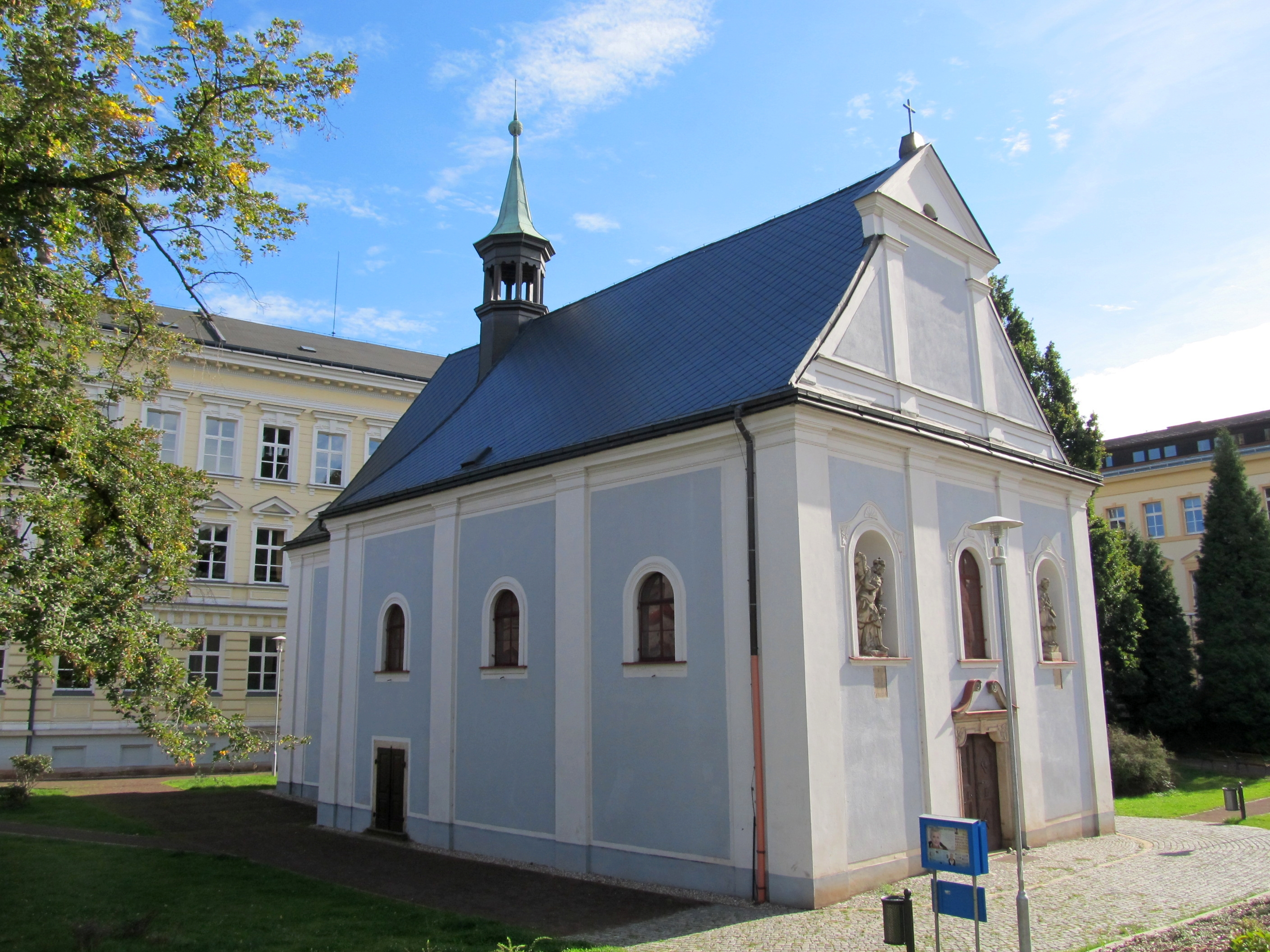
大天使聖ミカエル教会
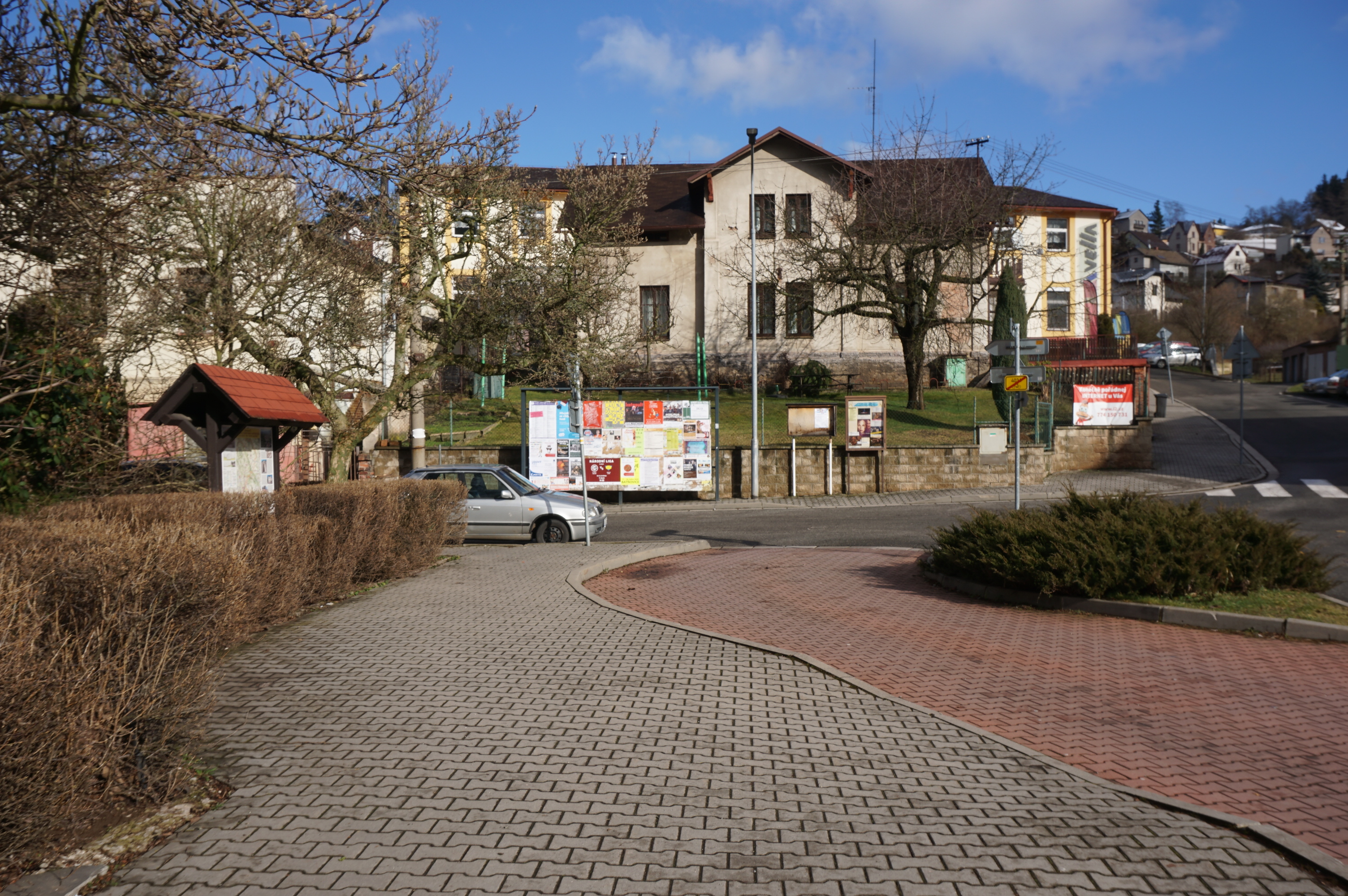
スターレ・メスト・ナド・メトゥイエ（メトゥイエをめぐる旧市街）
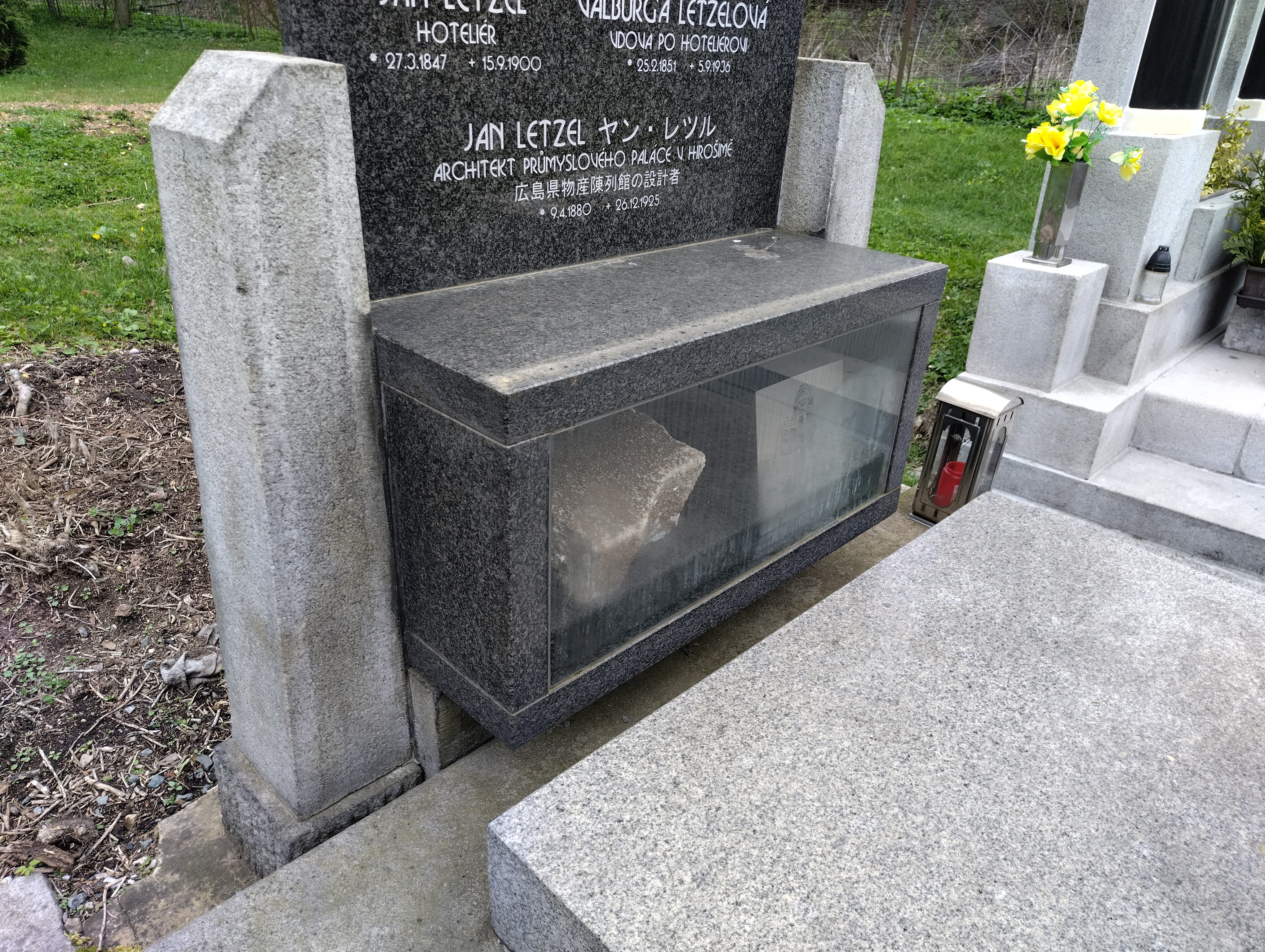
ヤン・レッツェル記念碑（ケース内は広島産業奨励館の部材）